# 撞击坑
- 左上：土衛八的安傑利爾撞擊坑（英语：Engelier），直徑約500公里。
- 右上：地球上的巴林傑隕石坑，位於美國亞利桑那州。
- 左下：火星上一座小撞擊坑，形成於2010至2012年間。
- 右下：位於月球正面的柏拉圖坑。

撞击坑又称陨石坑或环形山，為行星、卫星、小行星或其它類地天体表面通过陨石撞击而形成的环形的凹坑。撞击坑的中心往往会有一座小山，在地球上撞击坑内常常会積水，形成撞击湖，湖心则有一座小岛。
在具有风化过程的天体上或者具有地壳运动的天体上老的撞击坑会逐渐被磨灭。比如在地球上通过风化、风吹来的尘沙的堆积、岩浆撞击坑会被掩盖或者磨灭。在其它天体上有可能有其它效应来磨灭撞击坑。比如木卫四的表面是冰，随着时间的流易，冰会慢慢流动，使得这颗卫星表面的撞击坑消失。
在地球上已确认有超过200个撞击坑，其中直徑大於100公里的僅有5個，通过对这些撞击坑的研究地质学家还发现了许多已经无法辨认出来的撞击坑。几乎所有具有固体表面的行星和卫星均带有撞击坑。在有些天体上撞击坑的密度可以被用来确定相应的表面地区的形成年代。

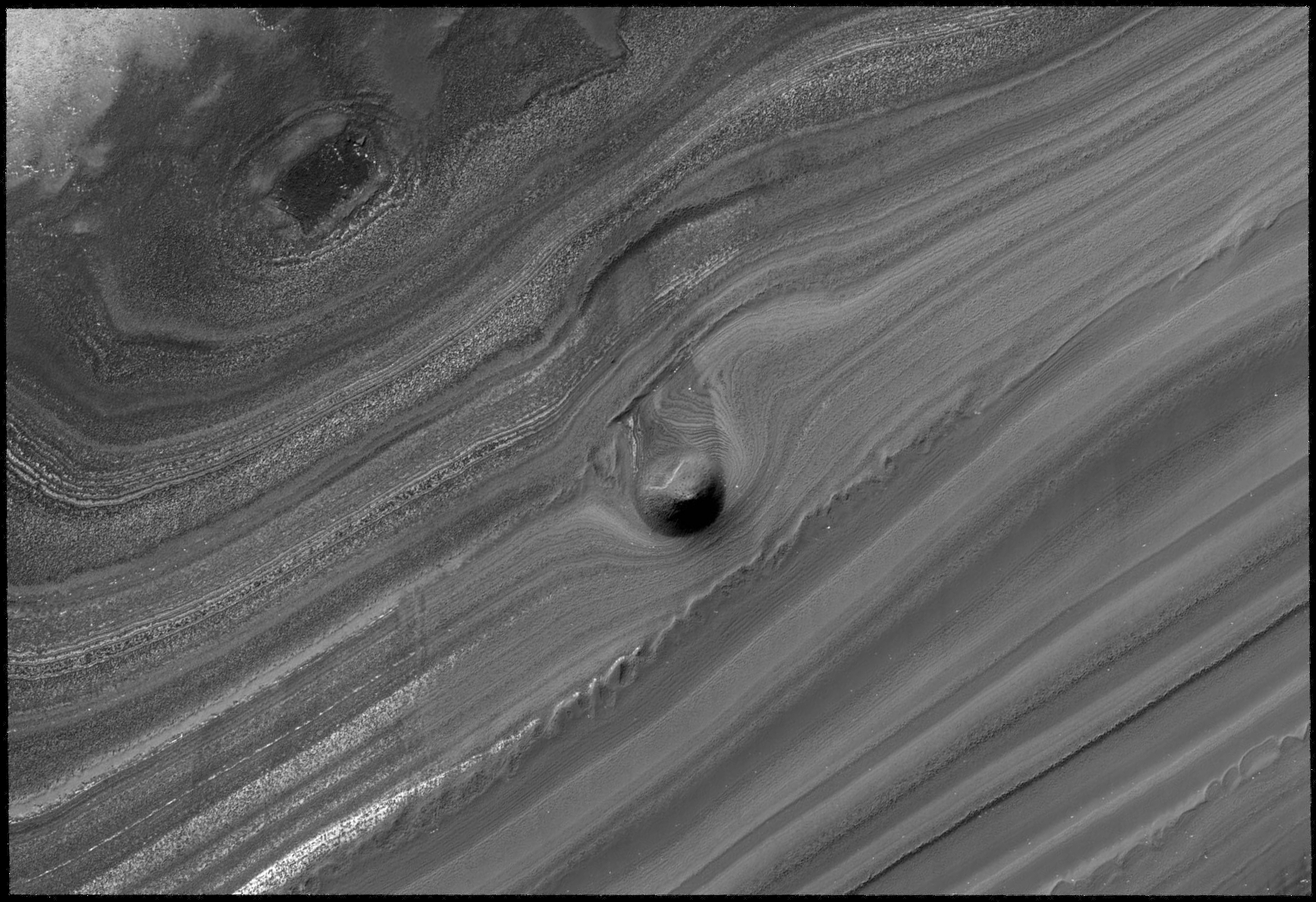
風化可能會極大地改變隕石坑的外觀。 火星北極上的這個土丘可能是撞擊坑的結果，該撞擊坑被沉積物掩埋，隨後又因侵蝕作用而重新暴露

## 历史
1609年伽利略首次利用望远镜观测到月球的撞击坑，1665年虎克首次推测了其成因机制，并将其归结为火山成因，直到地质学家吉尔伯特在1893年提出撞击成因的观点。
丹尼尔·巴林杰是第一位将地球上的地质形态确认为撞击坑的人：他指出美国亞利桑那州的巴林杰陨石坑是一个撞击坑。但是当时他的理论没有获得很多支持者，当时大多数地质学家认为地球上没有遗留下来的撞击坑。
1920年代美国地质学家沃尔特·布克（Walter H. Bucher）研究了美国境内的一系列环形山，最后他认为这些环形山是有巨大的爆炸事件造成的，但是他认为这些爆炸事件是强烈的火山爆发造成的。但是1936年其他地质学家得出结论认为这些环形山可能是由撞击造成的。
这个问题一直到1960年代依然未完全解决，这个时期的一系列研究，尤其是尤金·舒梅克的详细研究提供了明确的证据证明这些环形山是由撞击形成的，这些研究确认了一系列只有通过撞击才会产生的冲击变态，其中最知名的是冲击石英。
使用这些研究所获得的新的判断手段一些地质学家开始在全世界寻找撞击坑，到1970年他们已经初步断定了50多个撞击坑。
虽然如此他们的结果依然很有争议。但是当时正在进行的阿波罗计划给科学家提供了直接的月球上的撞击坑的数据。月球上的风化极小，因此其表面的撞击坑几乎可以无限长地保留着。由于地球与月球上的撞击坑密度应该相差不多，因此这些数据明显地显示了地球上应该有更多的撞击坑。
地球上已知的撞击坑的形成时间从在约1000年前到20亿年以前。不过二亿年以前的撞击坑很少找到，因为地质过程将大多数老的撞击坑磨灭了。大多数已知的撞击坑位于大陆内部比较稳定的地区。水面以下海底的撞击坑很少被找到。首先因为水下勘探依然比较困难，其次因为海底的撞击坑也比较容易被磨灭或者通过板块运动潜沉到地球内部。
目前的估计是现在约每一百万年在地球上会形成一至三个直径超过20公里的撞击坑。按照这个估计目前在地球表面还有许多没有被发现的年轻的撞击坑。

## 类型
根据撞击坑直径的规模，可以将撞击坑分为微坑、简单坑、复杂坑和撞击盆地。

### 微坑
微坑是撞击坑中规模最小的一类，通常要在显微镜下才能看清。其最小直径没有明确的界线，但最大直径的微坑足以破坏所在的岩石标本。这种撞击坑首先在月球样品中被观察到，内部熔融且光滑，外部可能分布少量溅射的熔融物质。
绝大部分微坑有坑沿。实验室的超高速撞击实验表明，没有坑沿的微坑可能是小天体撞击过程中溅射的碎片再次撞击形成的。另外，研究表明，到源坑的距离越近，则微坑的规模越小，破裂越严重，表明撞击越强烈。

### 简单坑
简单坑呈碗型，有一个凸起的坑沿，其内部一般存在从坑壁垮塌滑落的角砾岩透镜体，其最大直径与撞击坑所在天体的重力常数呈倒数关系，在月球上约为15公里。小天体上绝大多数的撞击坑都属于简单坑。

### 复杂坑
随着撞击坑直径的增加，撞击坑底部逐渐平坦，在坑壁出现阶地状地貌。当直径进一步增加时（在月球上约为25公里），在坑底将出现中央隆起，形成中央峰，中央峰的高度一般低于撞击坑外部地形。中央峰物质是坑底物质的回弹。当撞击坑的直径进一步增加时（月球上约为140公里），中央峰将被环形山所取代，而且在不同天体上这种转换直径与相应的重力常数呈反比。
复杂撞击坑进一步还可以分为平底坑、中央峰撞击坑、中央环撞击坑及中央坑撞击坑。

### 撞击盆地
在月球上，当撞击坑的直径进一步增加时，将形成撞击盆地。与中央环撞击坑中相比，它的两侧不是对称的，面向坑中心的一侧较陡，另一侧较缓，这表明它是向盆地中心垮塌造成的，而不是类似于中央峰或者中央环由坑底部以下物质隆起造成的。除月球和木卫四外，尚未在其他类地行星表面发现确切的撞击盆地。

## 隕石坑的形成

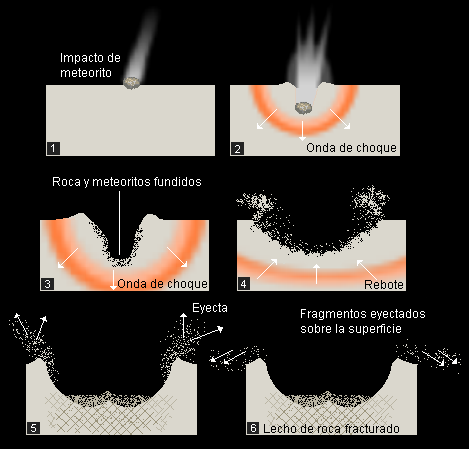
撞擊坑形成過程，說明文字為西班牙文

### 撞击成坑过程
在没有大气的天体上，当陨击体与地表接触时撞击坑开始形成。在有大气的行星表面，大气会对质量较小的陨击体有较大的阻碍作用，但对超过一定质量的陨击体撞击过程影响很小。在撞击过程中，高速移动的陨击体会压缩前方的气体，形成一个弓形的冲击波，冲击波波前和陨击体表面之间存在一个小范围的“驻点”区。在陨击体接触地表时，驻点区受到强烈压缩并形成冲击波。
当超高速运动的陨击体接触行星表面时，会以冲击波的形式强烈挤压其前方的物质，之后冲击波迅速向陨击体尾部和行星表面传播。冲击波的强度远超过陨击体和靶区物质的强度，导致物质的破裂、液化和气化。当冲击波到达陨击体尾部时，将形成传播方向相反的稀疏波，将靶体物质挖掘出来并溅射到周围，形成碗状的瞬时撞击坑。对于微坑而言，形态基本保持不变，而对于简单撞击坑而言，瞬时撞击坑是重力不稳定的，会发生坑壁坍塌和形成中央隆起等现象。

### 多环盆地的形成机制

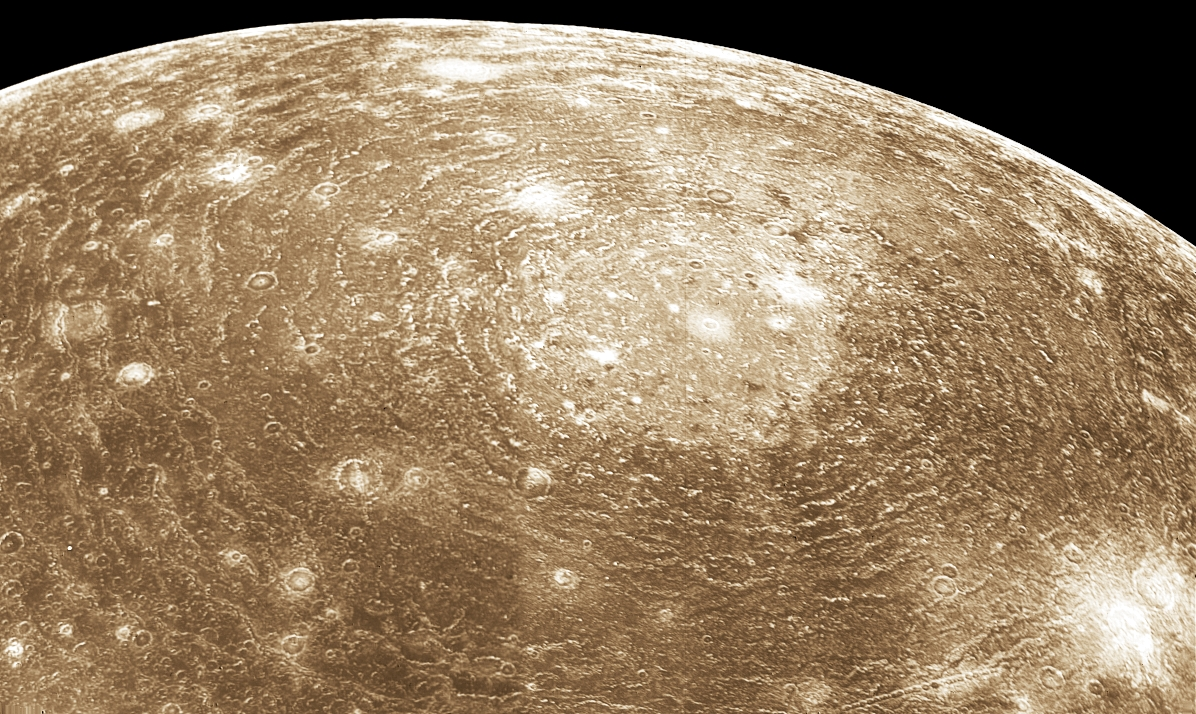
木卫四上的多环撞击坑：瓦爾哈拉撞擊坑

关于多环盆地的形成机制目前仍存在争议。有学者提出，月球早期存在一层低黏度软流层，当撞击坑规模足够大，达到该软流层时，会导致软流层向坑中心移动，形成不对称的陡崖。然而，这种低黏度的软流层在行星中较为稀少，因此在地球和火星等行星中未发现确定的撞击盆地。

### 地球上撞击坑的形成

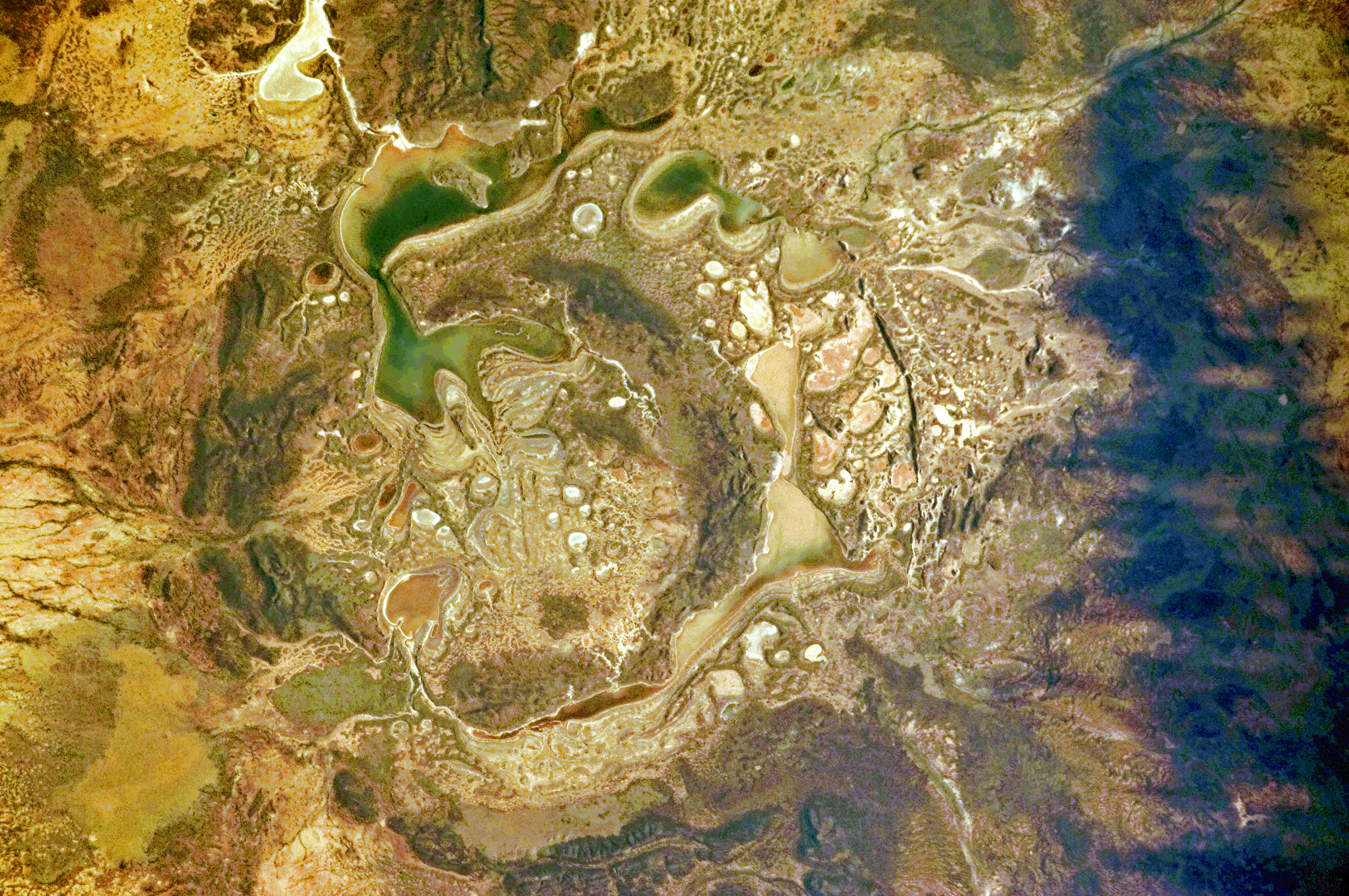
位于澳大利亚西部的舒梅克撞擊坑

地球上撞击坑的形成条件是一个物体以11.6km/s以上的速度与地球相撞。在撞击过程中，物体的动能会转换为热能，释放出相当于上千吨TNT爆炸能量的能量。这种撞击事件在地球上平均每年会发生一次，通常发生在大洋中。大质量的陨石在大气层内基本不会减速，撞击过程会产生高温高压等极端条件。球粒陨石和碳质球粒陨石在这种状况下会在它们与地面撞击以前就被破坏，但是铁-镍金属陨石的结构足够强，可以与地面撞击造成巨大爆炸。
当陨石与地面相撞时它将当地的空气、水和岩石压缩为极热的等离子体。这个等离子体向外快速扩张，并迅速冷却。它与其它被投射的物件以轨道或近轨道速度被抛出。它们甚至可以完全脱离地球的引力，有些甚至可以在其它行星表面成为陨石坠落。没有空气的天体表面往往还可以看到从撞击坑向外辐射的外抛物留下的痕迹。不过在此应该提到的是关于这些辐射线的产生原理还有其它、非撞击的理论。
在等离子体内部非常高能的化学反应会发生，比如在地球上盐水和空气可以合成非常强的酸。等离子体内气化的岩石会凝结成水滴形的似黑曜岩，这些似曜岩可以分布到撞击点周围很大的范围里。但是也有人认为似曜岩不仅仅是撞击产生的。比如世界上最大和最年轻的似曜岩区（位于澳大利亚周边，约70万年）就缺乏一个撞击坑。假如这里的似曜岩的确是由于撞击所形成的，那么这么大的一个撞击坑肯定不会在过去一百万年中被磨灭。
海上撞击事件造成的危害比陆上撞击更大，可以导致海啸等灾害。据计算希克苏鲁伯的撞击造成了50至100米高的海啸，在内陆数千米处形成了堆积。撞击事件不仅在地表形成撞击坑，还会产生辐射、岩石熔化等现象。长期以来，地球表面的撞击坑会受到风化和地质过程的影响而逐渐消失。
有些火山口看上去像撞击坑，而大理石除可以通过撞击形成外也可以通过其它过程形成。不爆炸性的火山口一般很容易与撞击坑区分，因为它们形状不规则，而且还有岩浆流和其它火山物质。只有金星上的撞击坑也有融化的物质流淌。
撞击坑最不同的标志是岩石受到的冲击变态如碎裂屑锥、熔化的岩石和晶体变形。比较困难的是至少在简单的撞击坑里这些物质比较趋向于被深埋。但是在复杂的撞击坑里可以在中心上射的部分找到它们。
除火山外地下核爆炸也会造成类似于撞击坑的坑。事实上世界上坑最密集的地区是美国的内华达测试基地。

地球上陨石坑的分布，数据来自地球撞擊資料庫2017年11月的数据（在SVG文件中，将鼠标悬停在陨石坑上可显示其详细信息）

## 識別撞擊坑

### 特征辨识
可以用来辨认撞击坑的特征有：
- 撞击坑底部有一层“大理石化”的岩石。
- 碎裂屑锥，这是岩石上V形的凹坑，尤其在细粒的岩石上容易产生这样的碎裂屑锥。不过一些学术论文报道说在火山喷射物中也有碎裂屑锥。
- 高温岩石比如溶化过得硬和焊在一起的沙块、似曜岩以及溶化的岩石飞溅后形成的玻璃。不过有些学者怀疑似曜岩可以作为撞击坑的特征。在一些火山地带也有似曜岩被发现，此外似曜岩一般比典型的撞击岩石要干。撞击后溶化的岩石类似火山岩，但是它们包含有没有溶化的岩层的碎片，组成不寻常的、大面积的覆盖面，它们的化学成分也比从地球深处喷出来的火山岩要复杂。此外它们往往含有在陨石中比较多的微量元素如镍、铂、铱、钴等。
- 矿物中的微压力变形。这包括石英和长石中晶体破裂、高压物质如金刚石的形成、冲击石英的变形如重矽石和斜矽石。

### 人工识别方法
在人工识别方法中，通常首先进行撞击坑坑缘的识别，随后通过拟合获取撞击坑的相关参数。常用的工具为ArcGIS平台下的CraterTools插件。该插件在撞击坑坑沿上均匀间隔地选择三个点，将其拟合成一个圆，从而得到撞击坑的位置与直径。
另一种方法是在提取撞击坑时手动选择多个点，通过最小二乘拟合得到表征撞击坑的圆，这种方法更精确但较费时。

### 自动提取方法
自动提取方法依据所用到的数据类型可分为基于影像数据的方法和基于地形数据的方法。
基于影像数据的方法提供较高的分辨率，但受到坑沿在影像上难以精确识别的限制，且容易受到光照等因素的制约，因此误检率较高。基于地形数据的方法一般通过识别撞击坑的坑沿，然后进行拟合。
此外，机器学习和深度学习的方法利用高程数据进行撞击坑自动识别。

## 影響

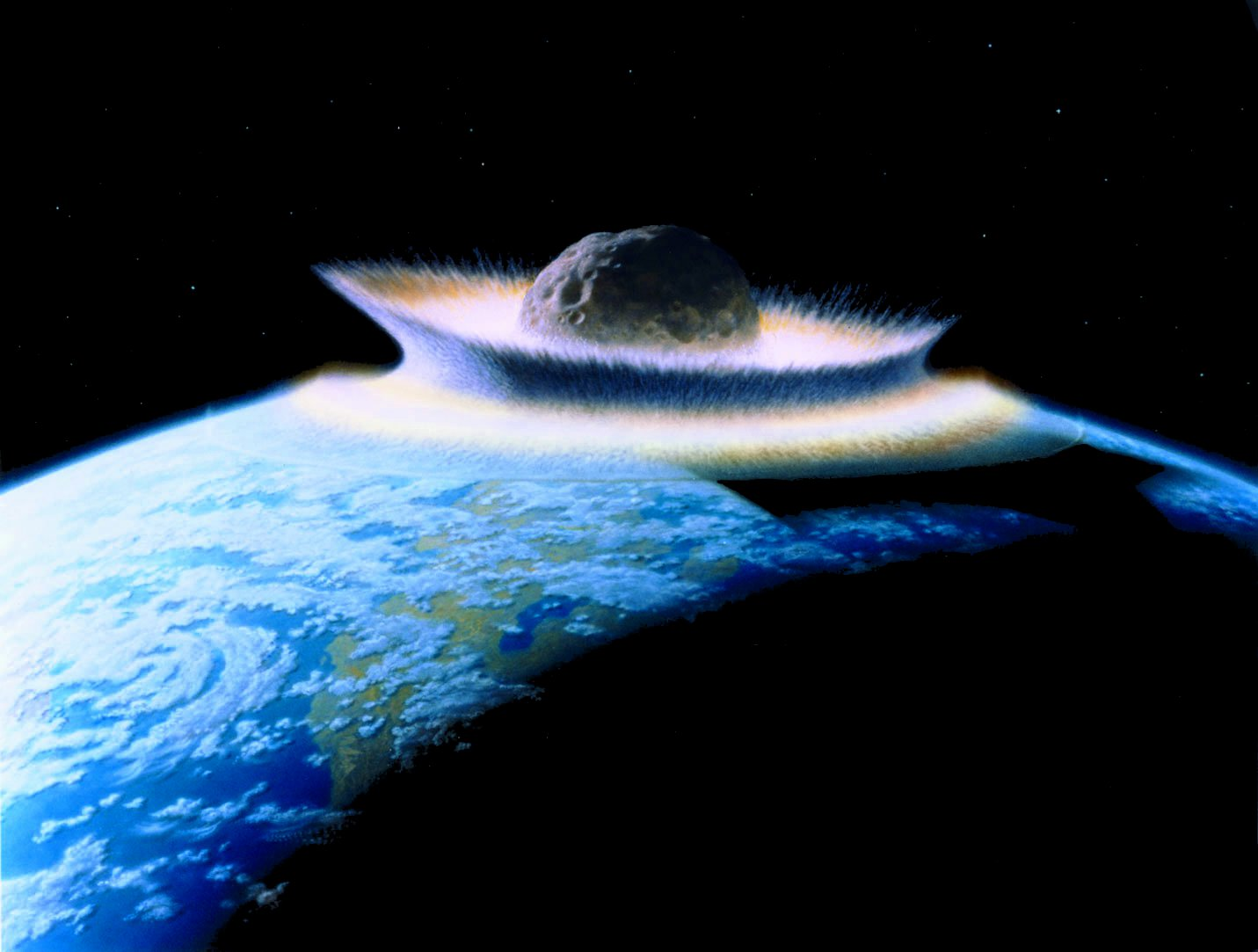
撞击事件导致白垩纪—古近纪灭绝事件的想象图

撞击过程是太阳系最普遍的地质过程，除地球、木卫一等少数特殊天体之外, 撞击坑是大多数类地行星天体的主要地貌。撞击过程主导了类地行星的形成过程，确定了类地行星的初始状态。早期的大型撞击过程深刻地影响了天体的结构以及后期的演化。高速撞击过程导致大量物质气化，对行星大气的产生与后期改造产生重要影响。此外，撞击过程还可以将少量物质溅射到其他天体中，实现行星际间物质的转移，这对于生命在宇宙中的传播具有重要意义。
撞击过程对于地球生物演化具有重要意义，例如，大部分科学家相信白垩纪—古近纪灭绝事件就是一颗直径约为10公里的小行星撞击到地球上导致。
在没有大气的天体表面，微陨石轰击是改造表层物质成分与结构的主要方式。

## 外部連結
- 紀錄片-小宇宙致命一擊（國語版） （页面存档备份，存于）
- 月球撞击坑数据集 （页面存档备份，存于） - 月球与行星研究所
- 月球撞击坑数据库 v1 Robbins （页面存档备份，存于） - USGS Astrogeology Science Center
- 火星撞击坑数据库 （页面存档备份，存于）
- Impact Earth （页面存档备份，存于） - 地球撞击坑数据库